# 天国の郵便ポスト
天国の郵便ポスト（てんごくのゆうびんポスト）は、キマグレンの4枚目のシングル。発売元はユニバーサルシグマ。

## 解説
2009年3月4日に発売された。3rdシングル「愛 NEED」から4ヶ月振りの発売。初回限定盤はDVD付き。
収録アルバムは、2ndアルバム『空×少年』（「天国の郵便ポスト」、カップリングの「サヨナラの朝」ともに収録された）。

## 収録曲

### CD
1. 天国の郵便ポスト
  - 作詞：KUREI 作曲：ISEKI
2. サヨナラの朝
  - 作詞：KUREI 作曲：ISEKI
  - ギャガ・コミュニケーションズ配給映画「ミーアキャット」日本語吹替版主題歌
3. ガンバレロボ (Unplugged)
  - 作詞：KUREI 作曲：ISEKI
4. 天国の郵便ポスト (Instrumental)
5. サヨナラの朝 (Instrumental)

### DVD
初回盤のみ付属
1. 天国の郵便ポスト ミュージッククリップ
2. サヨナラの朝 ミュージッククリップ